# Jagera pseudorhus
Jagera pseudorhus (лат.) — тропическое дерево, вид рода Jagera подсемейства Сапиндовые (Sapindoideae) семейства Сапиндовые (Sapindaceae), произрастающий в северной части восточной Австралии и в Новой Гвинее.

## Ботаническое описание
Jagera pseudorhus — дерево высотой до 30 м и 50 см в диаметре. Кора гладкая, серая, с выступающими горизонтальными гребнями. Основание более крупных деревьев часто бывает фланцевым. Листья очередные, перистые, с 8-26 листочками. Листочки от 4 до 6 см длиной, зубчатые, не равные в основании, с заострённым кончиком. Веточки и нижняя сторона листьев опушённые. Жёлто-коричневые цветки образуются в соцветиях-метелках с марта по май. Плоды созревают с августа по ноябрь. Плод — опушённая коробочка с тремя ячейками длиной около 18 мм, при созревании до фиолетово-розового и позже до коричневого цвета. В каждой ячейке содержится по одному семени, покрытому оболочкой. Волоски на плоде могут вызывать раздражение кожи.
Фруктами дерева питаются королевские попугаи и зелёные птицы-кошки.

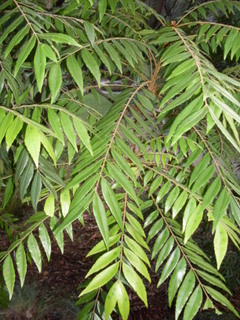
Листья
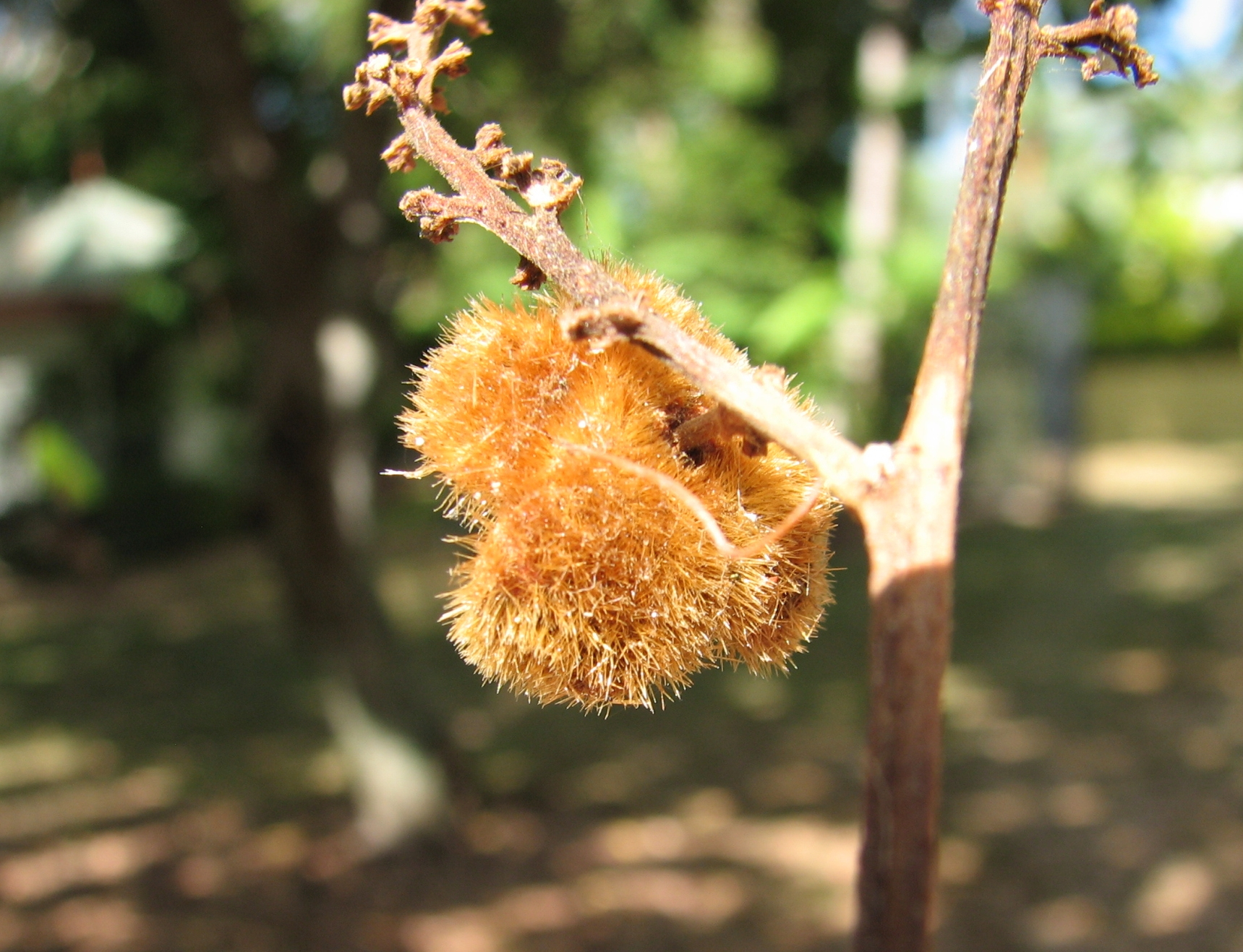
Плоды

## Таксономия
Существуют две разновидности вида с формальным ботаническим описанием:
- Jagera pseudorhus var. integerrima S.T.Reynolds — эндемик плато Атертон, Квинсленд, Австралия[2].
- Jagera pseudorhus var. pseudorhus — Новый Южный Уэльс, Квинсленд, Австралия и Новая Гвинея[3][4][5].

## Распространение и местообитание
В Австралии они естественным образом растут от реки Мэннинг (35 ° ю. ш.) в Новом Южном Уэльсе до реки Блумфилд (15 ° ю. ш.) на крайнем севере Квинсленда. В Новой Гвинее они естественно широко распространены. Среда обитания — тропические и субтропические леса, муссонные леса и галерейные леса на плодородных почвах.

## Применение
Красивая крона Jagera pseudorhus позволяет использовать дерево в качестве декоративного элемента. Проращивание побегов из свежих семян не представляет особой сложности.
Коренные австралийцы используют пену, полученную из измельчённой коры или листьев в качестве рыбного яда, чтобы убить рыбу, что упрощает ловлю. Пену также использовали как мыло.

## Охранный статус
Международный союз охраны природы классифицирует природоохранный статус вида как «вызывающий наименьшие опасения».